# 렉싱턴 (버지니아주)
렉싱턴(Lexington)은 미국 버지니아주 서부에 있는 독립 시로 록브리지 카운티에서 분리되어 나왔지만, 락브릿지 군으로 둘러싸여 있다. 스탠톤의 남서쪽 약 55 km, 로어노크의 북동쪽으로 약 80km에 위치해 있다. 2012년 인구 조사에 의하면 인구는 6,998명, 시역 면적은 6.5 km2이다. 1777년에 설립되어 로버트 E. 리와 스톤월 잭슨이 묻혀 있는 역사의 도시이자 워싱턴 앤 리 대학과 버지니아 군사 학교가 캠퍼스를 둔 대학 도시이기도 하며, 록브리지 군의 군청소재지기도 하다. 지역 경제는 대학과 관광에 의해 뒷받침되고 있다.

## 역사
남북 전쟁 때 북군의 데이비드 헌터 장군이 버지니아 군사 학교의 기습을 이끌었다. 로버트 E. 리와 스톤월 잭슨이 여기에 묻혀 있다. 또한 이곳은 잭슨이 가지고 있던 유일한 저택이 있으며, 현재는 박물관으로 대중에 공개되고 있다. 샘 휴스턴 에이사이드에는 테네시 주와 텍사스 주의 주지사를 역임했던 샘 휴스턴의 출생을 기념하기 위한 38,000 파운드의 텍사스 핑크색 화강암 조각이 있다. 사이러스 맥코믹은 이곳 록브릿지 군에 있는 그의 가문의 농장에서 말이 끄는 기계 수확기를 발명했으며, 그의 부조상이 워싱턴 앤 리 대학교 캠프스 내에 세워져 있다. 맥코믹 농장은 현재 버지니아 폴리텍 대학교가 소유를 하고 있으며, 위성 농업 연구 센터로 활용하고 있다.

## 문화
렉싱턴은 종종 영화의 무대가 되어 왔다. 1938년에 개봉된 〈브라더 랫〉(Brother Rat)은 버지니아 군사 학교를 무대로 하여 학교에 다니는 3명의 젊은이를 소재로 한 작품이다. 로널드 레이건도 이 영화에 출연했다. 버지니아 군사 학교는 1958년에 개봉된 팻 분 주연의 뮤지컬 영화 〈마르디 그라스〉(Mardi Gras)에도 등장했다. 1993년에 개봉된 리처드 기어 (잭 역) 주연의 영화 〈써머스비〉(Sommersby)는 작품의 도시의 거리가 렉싱턴에서 촬영되었다. 1994년 개봉된 연애 영화 〈외국 학생〉(Foreign Student)은 작품 중에 등장하는 대학 캠퍼스의 모습으로 워싱턴 앤 리 대학이 등장했고, 교수의 강의 장면도 렉싱턴에서 촬영된 것이다. 2003년에 개봉된 남북 전쟁을 그린 역사 영화 〈갓 & 제너럴 : 전설의 맹장〉 촬영은 렉싱턴을 포함한 버지니아의 각처에서 이뤄졌다. 2005년에 공개된 스티븐 스필버그 감독, 톰 크루즈 주연의 SF 영화 〈우주 전쟁〉의 일부 장면도 이 렉싱턴에서 촬영된 것이다.

## 교통
렉싱턴의 관문이 되는 공항은 남서쪽으로 차로 약 1시간, 로어노크의 로어노크 지역 공항( IATA : ROA )이다. 이 공항에는 델타 항공, 유나이티드 항공 및 US 에어웨이스가 각사 허브 공항에서 항공편을 취항하고 있다. 이 공항과 렉싱턴 사이에, 버지니아 서부의 산악 지대를 종단하는 고속도로 I-81가 깔려 있다. 렉싱턴의 동쪽 I-81와 분기 / 합류하는 I-64는 애팔래치아산맥을 가로 질러 웨스트버지니아에 또 스탠턴에서 블루릿지 산맥과 피에몬테 고원을 가로 질러 샬러츠빌과 주도 리치몬드로 통한다. 렉싱턴에 가장 가까운 암트랙 스탠턴 역에 위치한 뉴욕과 시카고를 신시내티 통해 연결하는 장거리 열차 추기경 호가 정차한다.

## 인구
| 인구조사                                                      | 인구  | Note  | %±    |
| ------------------------------------------------------------- | ----- | ----- | ----- |
| 1850년                                                        | 1,743 |       | —     |
| 1860년                                                        | 2,135 |       | 22.5% |
| 1870년                                                        | 2,873 |       | 34.6% |
| 1880년                                                        | 2,771 |       | −3.6% |
| 1890년                                                        | 3,059 |       | 10.4% |
| 1900년                                                        | 3,203 |       | 4.7%  |
| 1910년                                                        | 2,931 |       | −8.5% |
| 1920년                                                        | 2,870 |       | −2.1% |
| 1930년                                                        | 3,752 |       | 30.7% |
| 1940년                                                        | 3,914 |       | 4.3%  |
| 1950년                                                        | 5,976 |       | 52.7% |
| 1960년                                                        | 7,537 |       | 26.1% |
| 1970년                                                        | 7,597 |       | 0.8%  |
| 1980년                                                        | 7,292 |       | −4.0% |
| 1990년                                                        | 6,959 |       | −4.6% |
| 2000년                                                        | 6,867 |       | −1.3% |
| 2010년                                                        | 7,042 |       | 2.5%  |
| 2019 (추산)                                                   | 7,446 | [ 2 ] | 5.7%  |
| U.S. Decennial Census 1790–1960 1900–1990 1990–2000 2010-2012 |       |       |       |

## 기후
| 버지니아주 렉싱턴의 기후                                         | 버지니아주 렉싱턴의 기후 | 버지니아주 렉싱턴의 기후 | 버지니아주 렉싱턴의 기후 | 버지니아주 렉싱턴의 기후 | 버지니아주 렉싱턴의 기후 | 버지니아주 렉싱턴의 기후 | 버지니아주 렉싱턴의 기후 | 버지니아주 렉싱턴의 기후 | 버지니아주 렉싱턴의 기후 | 버지니아주 렉싱턴의 기후 | 버지니아주 렉싱턴의 기후 | 버지니아주 렉싱턴의 기후 | 버지니아주 렉싱턴의 기후 |
| 월                                                               | 1월                      | 2월                      | 3월                      | 4월                      | 5월                      | 6월                      | 7월                      | 8월                      | 9월                      | 10월                     | 11월                     | 12월                     | 연간                     |
| ---------------------------------------------------------------- | ------------------------ | ------------------------ | ------------------------ | ------------------------ | ------------------------ | ------------------------ | ------------------------ | ------------------------ | ------------------------ | ------------------------ | ------------------------ | ------------------------ | ------------------------ |
| 역대 최고 기온 °C (°F)                                           | 29 (84)                  | 29 (84)                  | 32 (89)                  | 35 (95)                  | 36 (97)                  | 38 (100)                 | 41 (105)                 | 39 (103)                 | 38 (100)                 | 36 (96)                  | 31 (87)                  | 26 (79)                  | 41 (105)                 |
| 일평균 최고 기온 °C (°F)                                         | 7.3 (45.2)               | 9.6 (49.3)               | 14.1 (57.4)              | 20.2 (68.4)              | 24.3 (75.7)              | 28.4 (83.1)              | 30.3 (86.6)              | 29.7 (85.4)              | 26.2 (79.1)              | 20.6 (69.1)              | 14.3 (57.8)              | 9.1 (48.3)               | 19.5 (67.1)              |
| 일일 평균 기온 °C (°F)                                           | 1.2 (34.2)               | 2.8 (37.0)               | 6.8 (44.3)               | 12.4 (54.4)              | 17.3 (63.1)              | 21.8 (71.2)              | 24.1 (75.3)              | 23.3 (74.0)              | 19.6 (67.3)              | 13.3 (56.0)              | 7.1 (44.8)               | 2.9 (37.3)               | 12.7 (54.9)              |
| 일평균 최저 기온 °C (°F)                                         | −4.8 (23.3)              | −4.0 (24.8)              | −0.4 (31.2)              | 4.7 (40.4)               | 10.3 (50.5)              | 15.2 (59.4)              | 17.8 (64.0)              | 17.0 (62.6)              | 13.1 (55.5)              | 6.1 (42.9)               | −0.1 (31.9)              | −3.1 (26.4)              | 5.9 (42.7)               |
| 역대 최저 기온 °C (°F)                                           | −27 (−16)                | −27 (−16)                | −20 (−4)                 | −10 (14)                 | −3 (26)                  | 2 (35)                   | 7 (44)                   | 4 (39)                   | −1 (30)                  | −8 (18)                  | −17 (1)                  | −23 (−10)                | −27 (−16)                |
| 평균 강수량 mm (인치)                                            | 80 (3.15)                | 70 (2.76)                | 89 (3.52)                | 94 (3.71)                | 104 (4.11)               | 122 (4.80)               | 104 (4.10)               | 84 (3.31)                | 93 (3.67)                | 78 (3.06)                | 82 (3.23)                | 88 (3.47)                | 1,089 (42.89)            |
| 평균 강설량 cm (인치)                                            | 7.4 (2.9)                | 12 (4.7)                 | 5.8 (2.3)                | 0.25 (0.1)               | 0.0 (0.0)                | 0.0 (0.0)                | 0.0 (0.0)                | 0.0 (0.0)                | 0.0 (0.0)                | 0.0 (0.0)                | 0.25 (0.1)               | 8.6 (3.4)                | 34 (13.5)                |
| 평균 강수일수 (≥ 0.01 인치)                                      | 8.5                      | 8.4                      | 9.9                      | 11.1                     | 12.2                     | 11.9                     | 11.2                     | 11.0                     | 8.8                      | 7.8                      | 7.8                      | 9.9                      | 118.5                    |
| 평균 강설일수 (≥ 0.1 인치)                                       | 2.0                      | 1.8                      | 1.1                      | 0.1                      | 0.0                      | 0.0                      | 0.0                      | 0.0                      | 0.0                      | 0.0                      | 0.1                      | 1.7                      | 6.8                      |
| 출처: 미국 해양대기청 (평년값: 1991년~2020년, 극값: 1889년~현재) |                          |                          |                          |                          |                          |                          |                          |                          |                          |                          |                          |                          |                          |